# La culpa fue del cha-cha-cha
«La culpa fue del cha-cha-cha» es una canción del grupo español Gabinete Caligari, incluida en su álbum de estudio Privado, publicado en 1989. La canción va dedicada a una mujer de Barcelona de apellido Brunet, después de una noche de desamor por parte del cantante, que se quedó esperándola fuera del pub toda la noche.

## Descripción
Como el propio título de la canción indica, es un tema que a ritmo de chachachá, narra el flirteo fortuito en un bar con constantes referencias al lenguaje taurino.
Según palabras del solista del grupo Jaime Urrutia, los otros dos componentes Edi Clavo y Ferni Presas no dieron su total beneplácito a la letra de la canción, lo que supondría a la postre el principio del fin de la banda. Por su parte, la crítica ha destacado la comicidad y lo grotesco de esa letra.
La canción se editó como disco sencillo, contando en su cara B con una versión house. Fue en cualquier caso un éxito de ventas en su momento, llegando a alcanzar el número 6 de entre los sencillos más vendidos del país según la lista elaborada por AFYVE, el 6 de julio de 1990.
El tema está además incluido en el álbum recopilatorio La culpa fue de Gabinete (2004). Jaime Urrutia además, incluyó el tema en su segundo proyecto al margen de la banda, el álbum titulado En Joy (2007).

## Versiones
En 1996 la canción fue versionada por Manolo Escobar, que la incluyó en su álbum Con mi acento.

## Parodias e imitaciones
En el ámbito de la parodia, destacan sendas imitaciones de Urrutia entonando este tema por Millán Salcedo, en 1990 en un programa especial del dúo humorístico Martes y Trece para TVE y por Santi Rodríguez en el concurso de Antena 3 Tu cara me suena (2013).